# Кастель-Сан-Винченцо

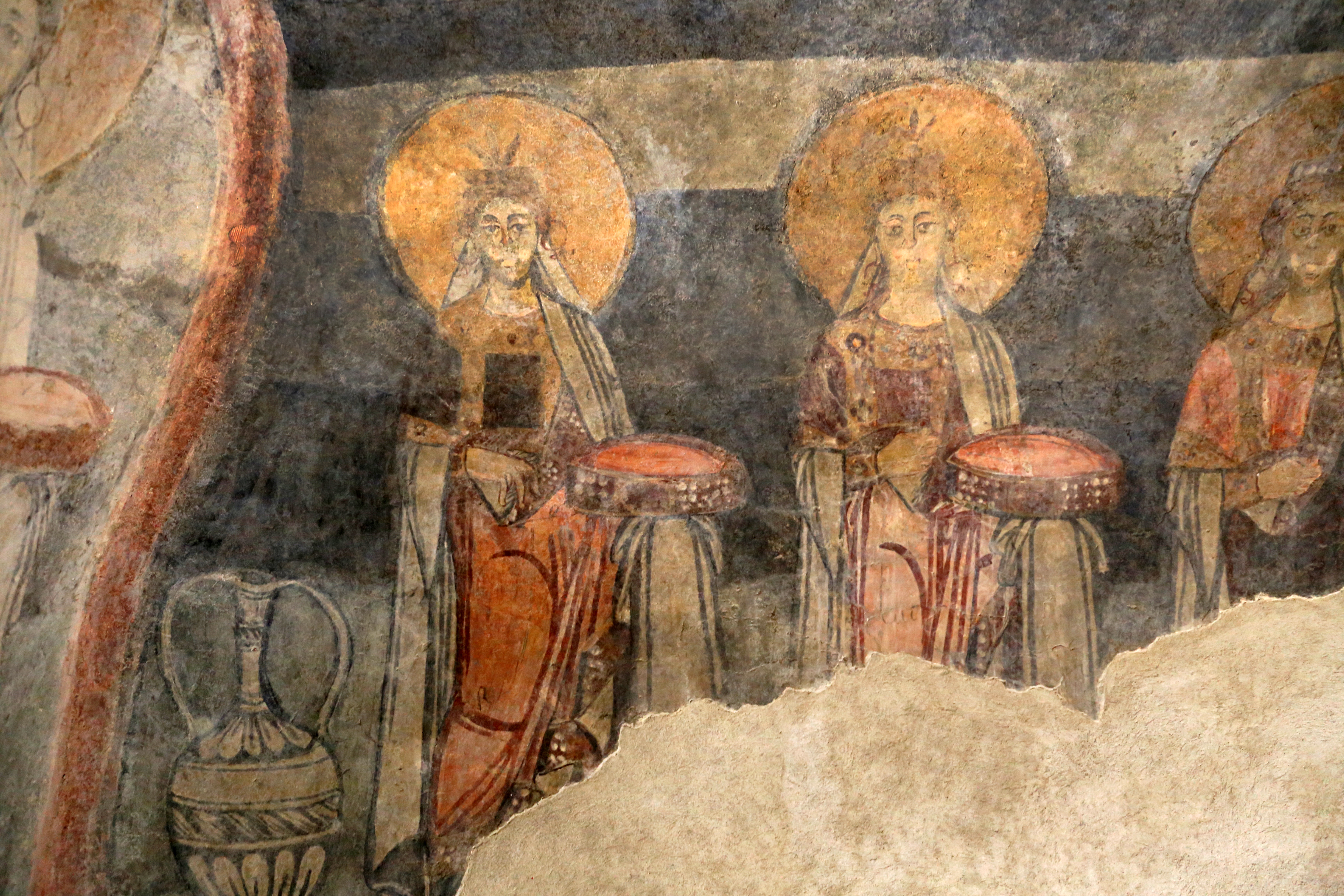
Фрески. Монастырь св.Викентия.

Кастель-Сан-Винченцо (итал. Castel San Vincenzo) — коммуна в Италии, располагается в регионе Молизе, в провинции Изерния.
Население составляет 571 человек (2008 г.), плотность населения составляет 26 чел./км². Занимает площадь 22 км². Почтовый индекс — 86071. Телефонный код — 0865.
Покровителем коммуны почитается святитель Мартин Турский, празднование 11 ноября.

## Демография
Динамика населения:

## Администрация коммуны
- Официальный сайт: